# HR мениджмънт
HR мениджмънт (на английски HR или human resources, което е произнасяно на български като „ейч ар“, на немски Personalmanagement) или още управление на човешките ресурси или управление на персонала, от руски и немски, накратко човешки ресурси или предходно отдел личен състав е стратегическият и кохерентен подход към мениджмънта на най-ценните „активи“ на една организация или това са хората, които работят там и които индивидуално или колективно допринасят за извършването на дейността на организацията и постигането на нейните цели.
Основен подход към управлението персонала се заключава в това, че организацията се отнася към персонала и управлението му, както към най-важен фактор за достижения на плановите, национални, технологичните и  организационните цели.